# Maria Reiche
Maria Reiche (Dresda, 15 maggio 1903 – Lima, 8 giugno 1998) è stata una matematica, archeologa e traduttrice tedesca naturalizzata peruviana, famosa per le sue ricerche sulle linee di Nazca in Perù.
Ha visto per la prima volta le linee di Nazca nel 1941 insieme allo storico americano Paul Kosok. Conosciuta come la "Signora delle Linee", Reiche ha fatto della documentazione, della conservazione e della divulgazione pubblica delle Linee di Nazca la sua missione di tutta la vita.
Anche se il suo lavoro ha ottenuto un limitato riconoscimento scientifico, Maria Reiche è stata ampiamente riconosciuta come la curatrice delle linee e ha vissuto nelle vicinanze per proteggerle. Ha ricevuto il riconoscimento di Doctor Honoris Causa dall'Universidad Nacional de Ingenieria di Lima. Reiche ha contribuito ad attirare l'attenzione nazionale e internazionale sulle linee di Nazca; il Perù ha istituito la protezione e nel 1994 è stato designato Patrimonio dell'umanità.
Dopo la sua morte, la sua ex casa a Nazca fu trasformata in museo, il Museo Maria Reiche. L'aeroporto Maria Reiche Neuman di Nazca e una cinquantina di scuole e altre istituzioni in Perù sono state intitolate in suo onore.

## Biografia

### Infanzia e istruzione

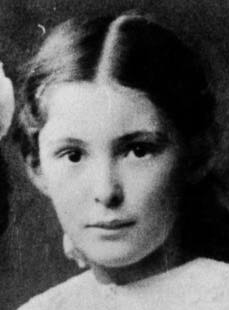
Reiche nel 1910

Maria Reiche nacque a Dresda il 15 maggio 1903. Studiò matematica, astronomia, geografia e lingue straniere presso l'Università tecnica di Dresda e imparò a parlare cinque lingue.
Nel 1932 andò in Perù per lavorare come governante e precettrice per i figli del console tedesco a Cusco. Nel 1934, ancora a Cusco, si punse accidentalmente con un cactus e perse un dito a causa della gangrena. Nel 1939 diventò insegnante a Lima e si occupò anche di traduzioni scientifiche. Quando è scoppiata la seconda guerra mondiale quell'anno, Reiche rimase in Perù. L'anno successivo incontrò l'americano Paul Kosok, che era alla ricerca di antichi sistemi di irrigazione nel paese. Lo assisterà nel prendere accordi nel paese, tra cui un volo del 1941 con il quale vide per la prima volta le linee e le figure di Nazca dall'alto. Hanno collaborato per anni ad ulteriori studi di questi earthworks, cercando di determinare come sono stati realizzati e, con più difficoltà, per quale scopo.

### Le linee di Nazca
Nel 1940, Reiche divenne assistente di Paul Kosok, uno storico americano della Long Island University di Brooklyn che studiava antichi sistemi di irrigazione in Perù. Nel giugno 1941 Kosok notò nel deserto delle linee che convergevano nel punto del solstizio d'inverno nell'emisfero australe. Insieme a Reiche iniziò a mappare e a valutare le linee in relazione agli eventi astronomici. Più tardi Reiche trovò delle linee convergenti al solstizio d'estate e sviluppò la teoria che le linee formassero un grande calendario celeste. Intorno al 1946, Reiche iniziò a mappare le figure rappresentate dalle linee di Nazca e determinò che c'erano 18 diversi tipi di animali e uccelli. Dopo la partenza di Kosok nel 1948 e il suo secondo periodo di studio in Perù, Reiche continuò il lavoro di mappatura della zona. Usò il suo background come matematico per analizzare come il Nazca possa aver creato figure così grandiose. Trovò che queste figure avessero una precisione matematica altamente avanzata. Reiche teorizzò che i costruttori delle linee li usavano come un calendario solare e un osservatorio per i cicli astronomici.
Poiché le linee possono essere viste meglio dall'alto, convinse la Fuerza Aérea del Perú ad aiutarla a fare rilievi fotografici aerei. Lavorò da sola dalla sua casa di Nazca. Reiche pubblicò le sue teorie nel libro The Mystery on the Desert (Il mistero nel deserto), del 1949. Riteneva che il grande disegno di una scimmia gigante rappresentasse la costellazione ora chiamata Orsa Maggiore. Il suo libro ebbe una risposta mista da parte degli studiosi. Alla fine gli studiosi conclusero che le righe non erano destinate principalmente a scopi astronomici, ma il lavoro di Reiche e Kosok aveva portato l'attenzione degli studiosi sulla grande risorsa. Alcuni ricercatori ritengono che le linee siano state fatte come parte del culto e delle cerimonie religiose legate alla "chiamata dell'acqua dagli dei".
Reiche ha utilizzato i profitti del libro per una campagna per la conservazione del deserto di Nazca e per assumere guardie per la proprietà e assistenti per il suo lavoro. Volendo preservare le linee di Nazca dall'invasione del traffico, dopo che una figura è stata tagliata dallo sviluppo governativo della Panamericana, Reiche ha speso molti soldi nel tentativo di fare pressione e di informare i funzionari e la popolazione sulle linee. Dopo aver pagato per la sicurezza privata, ha convinto il governo a limitare l'accesso pubblico all'area. Ha sponsorizzato la costruzione di una torre vicino all'autostrada in modo che i visitatori potessero avere una visione d'insieme delle linee per apprezzarle senza danneggiarle. Nel 1977, Reiche è diventata un membro fondatore di South American Explorers, un'organizzazione di viaggi, scientifica ed educativa senza scopo di lucro. Era nel comitato consultivo dell'organizzazione ed è stata intervistata per il South American Explorer sul significato e l'importanza delle linee. Nel 1993 ricevette la massima onorificenza (la Gran Croce) dell'Ordine del Sole e, nel 1994, divenne cittadina peruviana. Il riconoscimento del suo lavoro avvenne nel 1995 con la proclamazione da parte dell'UNESCO delle linee di Nazca patrimonio dell'umanità.

### Vita privata
La compagna Amy Meredith, la aiutò nel suo lavoro, e anche curandola, causa il deterioramento della salute con l'età. Reiche utilizzava una sedia a rotelle, soffriva di malattie della pelle e perdette la vista. Negli anni successivi, soffrì della malattia di Parkinson. All'età di 90 anni ha pubblicato Contributions to Geometry and Astronomy in Ancient Peru. Maria Reiche morì di tumore dell'ovaio l'8 giugno 1998, in un ospedale dell'aeronautica di Lima. Reiche venne cremata vicino a Nazca con una cerimonia ufficiale e la sua abitazione fu adibita a museo.

## Riconoscimenti
Le è stato dedicato un asteroide, 369134 Mariareiche .